# Hartmanice (ort i Tjeckien, Södra Böhmen)
Hartmanice är en ort i Tjeckien.   Den ligger i regionen Södra Böhmen, i den centrala delen av landet, 100 km söder om huvudstaden Prag. Hartmanice ligger 479 meter över havet och antalet invånare är 171.
Terrängen runt Hartmanice är platt. Runt Hartmanice är det ganska tätbefolkat, med 58 invånare per kvadratkilometer. Närmaste större samhälle är Týn nad Vltavou, 10,6 km väster om Hartmanice. Trakten runt Hartmanice består till största delen av jordbruksmark.